# 代數幾何基礎
《代數幾何基礎》（法語：Éléments de géométrie algébrique，簡稱，又譯“代數幾何原理”）是亞歷山大·格羅滕迪克在讓·迪厄多内協助下寫作的一部代數幾何專著。從1960年到1967年分八部分發表在《高等科學研究所數學出版物》（Publications mathématiques de l'I.H.É.S.）上，共1700餘頁。該書把代數幾何的基礎系統地建立在概形的概念之上。這部著作被視爲現代代數幾何的奠基之作和基本參考書。
各章標題如下：
第一章 概形之語言（Chapitre Premier. Le langage des schémas.）
第二章 對幾類態射之初等整體研究（Chapitre II. Étude globale élémentaire de quelques classes de morphismes.）
第三章 對凝聚層之上同調研究（Chapitre III. Étude cohomologique des faisceaux cohérents.）
第四章 對概形和概形間態射之局部研究（Chapitre IV. Étude locale des schémas et des morphismes de schémas.）
另有第零章 《預備知識》（Chapitre 0. Préliminaires），分散在其他各章之前。
該書原計劃寫十三章，後來未能完成。第四章和未能完成的一些内容出現在《代數幾何討論班》中。
格羅滕迪克後來又寫了一個新版，只完成了第一章，1971年由施普林格出版社出版。新版對術語作了重大的改動：“預概形”改稱“概形”，“概形”改稱“分離概形”。

## 外部連結
- Recherche et téléchargement d'archives de revues mathématiques numérisées《代數幾何基礎》原版的電子化版本下載。